# Kertamaya
Kertamaya is een bestuurslaag in het regentschap Kota Bogor van de provincie West-Java, Indonesië. Kertamaya telt 5566 inwoners (volkstelling 2010).